# Paratrocholina
Paratrocholina es un género de foraminífero bentónico normalmente considerado un subgénero de Trocholina, es decir, Trocholina (Paratrocholina), pero aceptado como sinónimo posterior de Aulotortus la subfamilia Involutininae, de la familia Involutinidae, del suborden Involutinina y del orden Involutinida. Su especie tipo era Trocholina (Paratrocholina) oscillens. Su rango cronoestratigráfico abarcaba desde el Carniense (Triásico superior) hasta el Albiense (Cretácico inferior).

## Clasificación
Paratrocholina incluía a las siguientes especies:
- Paratrocholina eomesozoica †, también considerado como Trocholina (Paratrocholina) eomesozoica †
- Paratrocholina lenticularis †, también considerado como Trocholina (Paratrocholina) lenticularis † o como Aulotortus (Paratrocholina) lenticularis †, y aceptado como Trocholina lenticularis †
- Paratrocholina oscillens †, también considerado como Trocholina (Paratrocholina) oscillens †, y aceptado como Aulotortus sinuosus †
- Paratrocholina sinuosus †, también considerado como Trocholina (Paratrocholina) sinuosus †, y aceptado como Aulotortus sinuosus †